# روبرتو مانینی
روبرتو مانینی (انگلیسی: Roberto Manini؛ زادهٔ ۱۱ ژانویهٔ ۱۹۴۲) بازیکن فوتبال اهل ایتالیا است.
از باشگاه‌هایی که در آن بازی کرده‌است می‌توان به باشگاه فوتبال اینتر میلان و باشگاه فوتبال نووارا اشاره کرد.